# Coloană sonoră
Termenul coloană sonoră (în engleză soundtrack) este o noțiune cu caracter estetic desemnând totalitatea fenomenelor acustice (voci umane, sunete și zgomote naturale și artificiale, muzică) care contribuie (psiho-fiziologic) la realizarea atmosferei cerută de dramaturgie și la transmiterea mesajului filmului.
Muzica din filme aparține în general unui gen muzical aparte numit Muzică de film.

## Procesul creării unei coloane sonore
În general, după ce filmul a fost turnat (sau o parte din el), compozitorului îi este prezentată o variantă mută a filmului (sau a scenelor care au fost turnate până atunci), nemodificată în studio, și discută cu regizorul despre ce fel de muzică (stil, teme etc.) trebuie folosită. Uneori însă regizorul discută cu compozitorul încă înainte de începerea filmărilor, ori pentru a oferi compozitorului mai mult timp pentru compoziție, ori și atunci când filmul se va turna pe baza coloanei sonore. Uneori regizorul întregește scenele, de probă, cu alte melodii (numite atunci „muzică temporară”), cu care ar vrea să semene și muzica pe care să o creeze compozitorul.
În unele cazuri regizorii s-au atașat atât de mult de această muzică temporară, încât au folosit-o și în versiunea finală a filmului, respingând deci muzica originală creată de compozitor. Unul din cele mai faimoase exemple pentru această situație este filmul lui Stanley Kubrick 2001: Odiseea spațială. În acest film regizorul a folosit muzica clasică și a refuzat muzica originală compusă de Alex North.
După ce compozitorul primește filmul, el începe procesul de compunere a muzicii. Acest proces durează, în general, între 4 și 12 săptămâni, în funcție mai ales de durata totală a muzicii ce trebuie compusă. După ce muzica a fost compusă și orchestrată, orchestra sau ansamblul o interpretează, în general cu compozitorul pe post de dirijor. Orchestra poate varia ca dimensiune, începând de la o orchestră de cameră și până la orchestrele formate din 100 de membri, cor și soliști vocali. Muzicienii din aceste orchestre nu sunt mentionați în genericul filmului sau pe albumul comercial. Mai recent au început să fie adăugate doar numele orchestrelor care interpretează muzica (de ex. Hollywood Symphony Orchestra, London Symphony Orchestra etc). 
De obicei orchestra interpretează muzica în față unui ecran mare pe care este proiectat filmul. În aceste cazuri compozitorul mai poate mări sau scădea ad-hoc tempoul muzicii, pentru sincronizarea cu imaginile filmului.
Majoritatea filmelor au între 40 și 75 de minute de muzică. Există și cazuri în care în film există foarte puțină muzică sau în care muzica este auzită în tot filmul, aproape fără pauză.